# Kenya Moore
Kenya Summer Moore (Detroit, Michigan, 24 de janeiro de 1971) é uma modelo e atriz americana que venceu o concurso de Miss USA em 1993. No Miss Universo 1993, foi uma das seis finalistas.

## Biografia
Moore nasceu em Detroit e foi criada pela sua avó, Doris. Formou-se na Cass Technical High School, instituição cujos alunos famosos são Diana Ross, David Alan Grier, Lily Tomlin e uma de suas veteranas na escola foi Carole Gist (primeira afro-americana a vencer o Miss USA,três anos antes em 1990). Após o ensino médio, a futura miss se matriculou na Wayne State University, onde se formou em psicologia.

## Vida de miss

### Miss USA 1993
Em 1993, Moore competiu em todas as etapas que resultaram na sua eleição como Miss USA daquele ano. Venceu o Miss Michigan USA, etapa de seu Estado para o concurso nacional, realizado em 19 de fevereiro na cidade de Wichita (Kansas). Recebeu a coroa de sua antecessora, Shannon Marketic, da Califórnia.

### As vaias na Cidade do México
No Miss Universo 1993, realizado em 21 de maio na Cidade do México, Kenya Moore foi vaiada ao ter seu nome anunciado entre as 10 semifinalistas (a Miss México não se classificou entre as 10 semifinalistas). Esse episódio aconteceu novamente em 14 anos mais tarde em 2007,quando o concurso retornou a cidade.Quando houve a eliminação da Miss México,Rosa Ojeda durante a etapa do traje de gala,a Miss USA 2007, Rachel Smith foi hostilizada durante a entrevista final do top 5 pelos torcedores mexicanos,inconformados com a situação,já que Smith era uma das cinco finalistas.

## Carreira
Após fazer sua sucessora, em 1994, Moore passou a trabalhar como atriz. Sua estreia aconteceu no longa Waiting to Exhale (1995), no papel de Denise. Além de ter trabalhado como uma das VJs do canal BET, ela passou a atuar em séries como The Fresh Prince of Bel-Air.
Ela criou a Kenya Moore Foundation, entidade que cuida da concessão de bolsas escolares para alunas carentes para estudarem em escolas particulares durante o ensino médio americano. Em 2007, Kenya lançou seu livro Game, Get Some!, dirigido ao público masculino e revela segredos para a conquista da mulher de seus sonhos e também revela os segredos do homem dos sonhos que as mulheres devem conquistar.

## Atuações

### Cinema
- Waithing to Exhale (1995)-Denise
- Senseless (1998)-Lorraine
- Trois (2000)-Jasmine Davis
- No Turning Back (2001)-Lia
- Hot Parts (2003)-Passion
- Deliver Us From Eva (2003)-Renee Johnson
- Nas: Video Anthology Vol. 1 (2004)
- Cloud Nine (2005)-Champagne
- Brothers in Arms (2005)-Mara
- Haitan Nights (2008)-Nadine

### Televisão
- Video Soul -apresentadora convidada
- The Fresh Prince of Bel-Air (1994)-Dana
- Martin (1996)-Lena Bozack
- Homeboys in Outer Space (1996)-Neferiti
- Sparks (1997)-Ms. Collins
- Smart Guy (1997)-como Vivian Kennedy
- Living Single (1997)-Lisa DeLongpre
- Damon (1998)-Julia Burton
- The Steve Harvey Show (1998)-Miss Gerard
- In The House (1999)-Valerie Bridgefort
- The Jamie Foxx Show (1999)-Heidi Junk
- The Parent 'Hood (1999)-Celeste
- Nubian Goddess (1999)-Apresentadora
- Men, Women & Dogs (2001)-Carmem
- The Parkers (2002)-como ela mesma
- Girlfriends (2004)-Kara
- Under One Roof (2008)-Moose